# Sylvia Anie
Pour les articles homonymes, voir Anie.
Sylvia Josephine Anie est une chimiste ghanéenne connue pour son travail en imagerie par résonance magnétique et en élaboration de politiques internationales.

## Éducation
Anie est diplômée du lycée pour fille d'Aburi. Elle a terminé sa thèse de doctorat en 1990 à l'université de Manchester.

## Carrière
Les recherches doctorales d'Anie ont développé une méthode d'imagerie par résonance magnétique (IRM) qui a ensuite été brevetée,. À l'aide d'un produit de contraste à base de polysiloxane, Anie a obtenu des images de la structure et de la fonction du tractus gastro-intestinal dans un organisme vivant. Cette méthode a permis d'effectuer une analyse IRM de l'intestin sans les effets secondaires des agents de contraste à base de métal.
Après avoir obtenu son doctorat, Anie a quitté la recherche en laboratoire pour travailler à l'élaboration de politiques internationales et à la planification stratégique. Pendant qu'elle était directrice de la Division des programmes de transformation sociale du Secrétariat du Commonwealth (en), elle s'est adressée à l'Assemblée générale des Nations unies dans une déclaration sur le traitement et la prévention du VIH / sida dans le Commonwealth des nations.
Anie est actuellement responsable du plaidoyer politique pour RESULTS, une organisation qui œuvre pour éliminer la pauvreté dans le monde.

## Prix et distinctions
Anie a été nommée membre de la Royal Society of Chemistry en 2013. En 2015, elle a reçu un prix de la Old Students Association of Aburi Girls 'Senior High School pour sa contribution aux connaissances scientifiques.
Anie a été nommée Héros des sciences africaines par le Planet Earth Institute pour ses recherches, son travail en santé publique et ses efforts pour promouvoir l'accès des femmes à la santé et à l'éducation.